# Туле-Ривер
Туле-Ривер (англ. Tule River Reservation) — индейская резервация, расположенная на Юго-Западе США в центральной части штата Калифорния.

## История
Индейские племена, которые европейцы встретили в этом районе, включали йокутс, моно и тубатулабал. Эти земли были впервые колонизированы испанцами, а затем мексиканцами. После победы США в Американо-мексиканской войне тут обосновались американцы.
После войны с местными индейцами на реке Туле, в 1858 году была основана ферма у подножия гор, недалеко от нынешнего города Портервилл, принадлежащая индейскому агентству Техон. Площадь фермы составляла 5,2 км², она находилась на южной развилке реки Туле. В 1860 году Томас Мэдден, служащий Индейского бюро, получил личное право собственности на эту ферму, используя ордера государственной школы. Федеральное правительство арендовало ферму на реке Туле и платило Мэддену 1000 долларов в год.
В 1864 году на месте фермы была образована индейская резервация Туле-Ривер. После окончания войны в долине Оуэнс с местными индейцами в 1863 году, правительство США переселило в Туле-Ривер 350 западных моно и тубатулабал из форта Техон и её население стало составлять около 800 человек, включая 450 йокутс.
Белые поселенцы, вокруг растущего города Портервилл, начали требовать переноса резервации в более отдалённое место. В свою очередь, индейские агенты призывали предоставить племенам постоянное место для резервации и утверждали о необходимости отделить индейцев от недобросовестных торговцев, которые проникали в резервацию, чтобы побудить племена покупать дешёвый алкоголь. В результате индейская резервация Туле-Ривер была перемещена на современную территорию, в 1873 году указом президента США Улисса Гранта она была официально создана для племён йокутс, моно и тубатулабал.

## География
Резервация расположена в центре Калифорнии в южной части округа Туларе. Основная часть Туле-Ривер находится примерно в 32 км к востоку от города Портервилл, племя также владеет 40 акрами земли в промышленном парке аэропорта Портервилл и 79,9 акрами вдоль шоссе 190. Общая площадь резервации составляет 218,32 км².
Административным центром Туле-Ривер является город Портервилл.

## Демография
В 2019 году в резервации проживало 1 168 человек. Расовый состав населения: белые — 128 чел., афроамериканцы — 0 чел., коренные американцы (индейцы США) — 823 чел., азиаты — 70 чел., океанийцы — 6 чел., представители других рас — 20 чел., представители двух или более рас — 121 человек. Плотность населения составляла 5,35 чел./км².

## Комментарии
1. ↑  В состав резервации входит лишь  часть населённого пункта.